# Selago mundii
Selago mundii är en flenörtsväxtart som beskrevs av Robert Allen Rolfe. Selago mundii ingår i släktet Selago och familjen flenörtsväxter. Inga underarter finns listade i Catalogue of Life.